# L.C. Greenwood
L.C. Henderson Greenwood (Canton, 8 settembre 1946 – Pittsburgh, 29 settembre 2013) è stato un giocatore di football americano statunitense che ha giocato per tutta la carriera con i Pittsburgh Steelers, vincendo quattro Super Bowl negli anni settanta come membro della celebre linea difensiva soprannominata Steel Curtain.

## Carriera professionistica
Nel Draft NFL 1969, Greenwood fu scelto nel decimo giro dai Pittsburgh Steelers. Nel 1971 divenne il defensive end sinistro titolare. Uno dei quattro membri della famosa Steel Curtain, sarebbe rimasto a Pittsburgh fino al 1981. Greenwood fu convocato per sei Pro Bowl e inserito nel First-team All-Pro nel 1974 e 1975. Guidò gli Steelers sei volte in sack terminando con un totale di 73½ (anche se non erano una statistica ufficiale all'epoca). Nel 1971 guidò la NFL con 5 fumble forzati.
Nel Super Bowl IX contro i Minnesota Vikings, Greenwood deviò due passaggi di Fran Tarkenton. Nel Super Bowl X contro i Dallas Cowboys, mise a segno ben quattro sack su Roger Staubach. Greenwood giocò in tutte le quattro vittorie del Super Bowl degli Steelers negli anni settanta, con un totale di 5 sack.
A fine carriera fu inserito nella formazione ideale della NFL degli anni 1970 e nella formazione ideale del 50º anniversario degli Steelers. Nel 2005 e 2006, Greenwood fu tra i finalisti per entrare nella Pro Football Hall of Fame, non riuscendo però ad ottenere i voti necessari per accedervi.

## Palmarès

### Franchigia
- Super Bowl : 4

Pittsburgh Steelers: IX, X, XIII, XIV
- American Football Conference Championship: 4

Pittsburgh Steelers: 1974, 1975, 1978, 1979

### Individuale
- Convocazioni al Pro Bowl: 6

1973, 1974, 1975, 1976, 1978, 1979
- First-team All-Pro: 2

1974, 1975
- Formazione ideale della NFL degli anni 1970

## Statistiche
| Partite totali | 170  |
| Sack           | 73,5 |